# Consistórios de Paulo VI

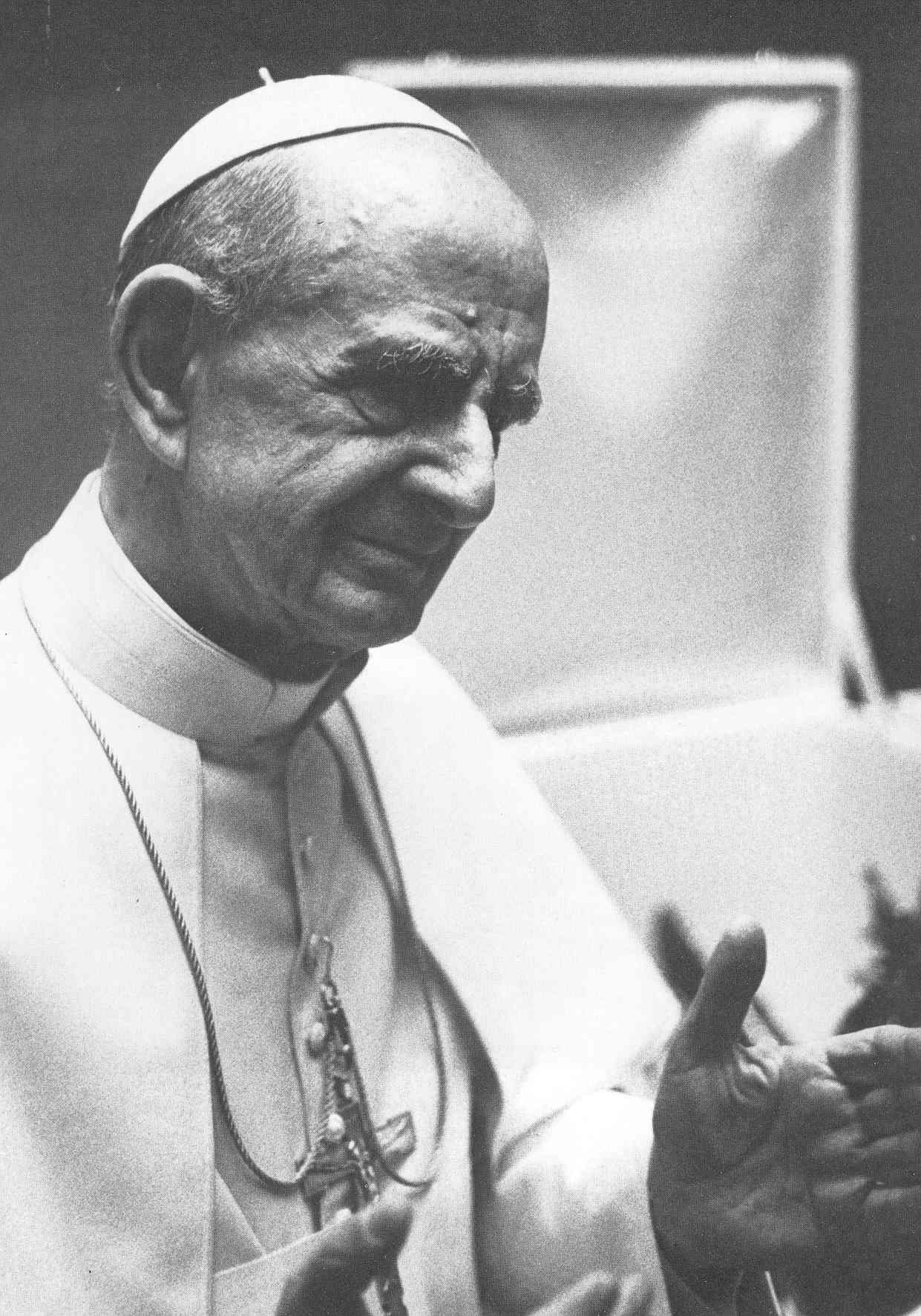
Papa Paulo VI em 1977.

O Papa Paulo VI (1963-1978) criou 143 cardeais em 6 consistórios durante seus 15 anos de pontificado. Seu predecessor, o Papa João XXIII , desconsiderou a tradição secular que limitou o Colégio dos Cardeais a setenta membros, aumentando seu tamanho para 88 em 1961 Paulo continuou essa prática, e com suas nomeações o Colégio cresceu para 103 em 1965, 118 em 1967, 134 em 1969. Ele então instituiu uma nova regra que diminuiu o significado do tamanho do Colégio. Em novembro de 1970, ele anunciou que, a partir de 1º de janeiro de 1971, somente um cardeal que ainda não tivesse completado 80 anos seria autorizado a participar de um conclave . Quando o consistório 1973 aumentou o tamanho do Colégio para 145, o número daqueles que estão sob 80, que constituíram os cardeais eleitores foi 117. Em 1975, ele estabeleceu o número máximo de cardeais eleitores em 120. Cada um de seus consistories posteriores em 1976 e 1977 elevaram o número de eleitores ao complemento total de 120.
Três dos que Paulo nomeou cardeal tornaram-se papa, Papa João Paulo I, Papa João Paulo II e Papa Bento XVI.

## 22 de Fevereiro 1965
Em 22 de fevereiro de 1965, durante seu primeiro consistório, o Papa Paulo VI criou 27 cardeais. Os novos purpurados foram:
1. Máximos IV Sayegh (1878–1967), patriarca de Antioquia dos Melquitas;
2. Pierre-Paul Méouchi (1894–1975), patriarca de Antioquia dos Maronitas;
3. Stephanos I Sidarouss (1904–1987), patriarca de Alexandria dos Coptas;
4. Josyp Slipyj (1892–1984), arcebispo-maior de Lviv dos Ucranianos;
5. Lorenz Jäger (1892–1975), arcebispo de Paderborn;
6. Thomas Benjamin Cooray (1901–1988), arcebispo de Colombo;
7. Josef Beran (1888–1969), arcebispo de Praga;
8. Maurice Roy (1905–1985), arcebispo de Québec;
9. Joseph-Marie-Eugène Martin (1891–1976), arcebispo de Rouen;
10. Owen McCann (1907–1994), arcebispo de Cidade do Cabo;
11. Léon-Etienne Duval (1903–1996), arcebispo de Alger;
12. Ermenegildo Florit (1901–1985), arcebispo de Firenze;
13. Franjo Šeper (1905–1981), arcebispo de Zagreb;
14. John Carmel Heenan (1905–1975), arcebispo de Westminster;
15. Jean-Marie Villot (1905–1979), arcebispo de Lyon;
16. Paul Zoungrana (1917–2000), arcebispo de Ouagadougou;
17. Lawrence Joseph Shehan (1898–1984), arcebispo de Baltimore;
18. Enrico Dante (1884–1967), secretário da Congregação dos Ritos;
19. Cesare Zerba (1892–1973), secretário da Congregação para a Disciplina dos Sacramentos;
20. Agnelo Rossi (1913–1995), arcebispo de São Paulo;
21. Giovanni Colombo (1902–1992), arcebispo de Milão;
22. William John Conway (1913–1977), arcebispo de Armagh;
23. Ángel Herrera Oria (1886–1968), bispo de Málaga;
24. Federico Callori di Vignale (1890–1971), presbítero da diocese de Casale Monferrato;
25. Joseph-Léon Cardijn (1882–1967), presbítero da arquidiocese de Mechelen-Bruxelas;
26. Charles Journet (1891–1975), presbítero da diocese de Lousanne, Genebra e Friburgo;
27. Giulio Bevilacqua, C.O. (1881–1965), bispo-auxiliar de Brescia.

## 26 de Junho de 1967
Em 26 de junho de 1967, durante o seu segundo consistório, o Papa Paulo VI criou 27 cardeais. Os 27 novos cardeais foram:
1. Nicolás Fasolino (1887–1969), arcebispo de Santa Fé de la Vera Cruz;
2. Antonio Riberi (1897–1967), arcebispo-titular de Dara, núncio na Espanha;
3. Giuseppe Beltrami (1889–1973), arcebispo-titular de Damasco, núncio nos Países Baixos;
4. Alfredo Pacini (1888–1967), arcebispo-titular de Gérmia, núncio na Suíça;
5. Gabriel-Marie Garrone (1901–1994), arcebispo-titular de Torre da Numídia, pró-prefeito da S.C. dos Seminários e das Universidades;
6. Patrick Aloysius O'Boyle (1896–1987), arcebispo de Washington;
7. Egidio Vagnozzi (1906-1980), arcebispo-titular de Mira, delegado apostólico nos Estados Unidos;
8. Maximilien de Fürstenberg (1904–1988), arcebispo-titular de Palto, núncio em Portugal;
9. Antonio Samorè (1905–1983), arcebispo-titular de Tirnovo, secretário da S.C. os Afazeres Eclesiásticos Extraordinários;
10. Francesco Carpino (1905–1993), arcebispo-titular de Sérdica, pró-prefeito da Congregação para a Disciplina dos Sacramentos;
11. José Clemente Maurer, C.Ss.R. (1900–1990), arcebispo de Sucre;
12. Pietro Parente (1891–1986), arcebispo-titular de Tolemaida de Tebaida, secretário da S.C. para a Doutrina da Fé;
13. Carlo Grano (1887–1976), arcebispo-titular de Salonica, núncio na Itália;
14. Angelo Dell'Acqua, O.SS.C.A. (1903-1972), arcebispo-titular de Calcedônia, substituto do Secretariado de Estado e secretário da Cifra;
15. Dino Staffa (1906–1977), arcebispo-titular de Cesareia da Palestina, pró-prefeito do Supremo Tribunal da Assinatura Apostólica;
16. Pericle Felici (1911–1982), arcebispo-titular de Samósata, secretário-geral da Comissão Central para a Coordenação dos Afazeres Pós-conciliares e pró-prefeito da Pontifícia Comissão para a  Revisão do Código da Lei Canônica;
17. John Joseph Krol (1910–1996), arcebispo de Filadélfia;
18. Pierre Veuillot (1913–1968), arcebispo de Paris;
19. John Patrick Cody (1907–1982), arcebispo de Chicago;
20. Corrado Ursi (1908–2003), arcebispo de Nápoles;
21. Alfred Bengsch (1921–1979), bispo de Berlim;
22. Justinus Darmojuwono (1914–1994), arcebispo de Semarang;
23. Karol Józef Wojtyła (1920–2005), Arcebispo de Cracóvia - Futuro Papa João Paulo II eleito no Conclave de outubro de 1978.
24. Michele Pellegrino (1903–1986), arcebispo de Turim;
25. Alexandre-Charles-Albert-Joseph Renard (1906–1983), arcebispo de Lyon;
26. Francis John Brennan (1894–1968), decano da Sacra Rota Romana;
27. Benno Walter Gut, O.S.B. (1897–1970).

## 28 de Abril de 1969
Em 28 de abril de 1969, durante seu terceiro consistório ordinário público, o Papa Paulo VI criou 34 novos cardeais. Os novos purpurados foram:
1. Paul Yü Pin (1901-1978), arcebispo de Nanquim;
2. Alfredo Vicente Scherer (1903–1996), arcebispo de Porto Alegre;
3. Julio Rosales y Ras (1906–1983), arcebispo de Cebu;
4. Gordon Joseph Gray (1910–1993), arcebispo de Saint Andrews ed Edimburgo;
5. Peter Thomas McKeefry (1899–1973), arcebispo de Wellington;
6. Miguel Darío Miranda y Gómez (1895–1986), arcebispo de Cidade do México;
7. Joseph Parecattil (1912–1987), arcebispo de Ernakulam da Igreja Católica Siro-Malabar;
8. John Francis Dearden (1907–1988), arcebispo de Detroit;
9. François Marty (1904–1994), arcebispo de Paris;
10. Jérôme Louis Rakotomalala (1914–1975), arcebispo de Antananarivo;
11. George Bernard Flahiff, C.S.B. (1905–1989), arcebispo de Winnipeg;
12. Paul Joseph Marie Gouyon (1910–2000), arcebispo de Rennes;
13. Mario Casariego y Acevedo, C.R.S. (1909–1983), arcebispo de Guatemala;
14. Vicente Enrique y Tarancón (1907–1994), arcebispo de Toledo;
15. Joseph-Albert Malula (1917–1989), arcebispo de Kinshasa;
16. Pablo Muñoz Vega, S.J. (1903–1994), arcebispo de Quito;
17. Antonio Poma (1910–1985), arcebispo de Bologna;
18. John Joseph Carberry (1904–1998), arcebispo de Saint Louis;
19. Terence James Cooke (1921–1983), arcebispo de New York;
20. Stephen Kim Sou-hwan (1922–2009), arcebispo de Seul;
21. Arturo Tabera Araoz, C.M.F. (1903–1975), arcebispo de Pamplona;
22. Eugênio de Araújo Sales (1920–2012), arcebispo de São Salvador da Bahia;
23. Joseph Höffner (1906–1987), arcebispo de Colônia;
24. John Joseph Wright (1909–1979), bispo de Pittsburgh;
25. Paolo Bertoli (1908–2001), arcebispo-titular de Nicomedia, núncio na França;
26. Sebastiano Baggio (1913–1993), arcebispo-titular de Efeso, núncio no Brasil;
27. Silvio Oddi (1910–2001), arcebispo-titular de Mesembria, núncio na Bélgica e Luxemburgo;
28. Giuseppe Paupini (1907–1992), arcebispo-titular de Sebastopoli di Abasgia, núncio na Colômbia;
29. Giacomo Violardo (1898–1978), arcebispo-titular de Satafi, secretário da S.C. para a Disciplina dos Sacramentos;
30. Johannes Willebrands (1909–2006), arcebispo-titular de Mauriana, secretário do Secretariado para a Unidade dos Cristãos;
31. Mario Nasalli Rocca di Corneliano (1903–1988), prefeito do Palácio Apostólico;
32. Sergio Guerri (1905–1992), pró-presidente da Pontifícia Comissão para o Estado da Cidade do Vaticano;
33. Jean Daniélou, (1905–1974) S.J.

### CriadoIn Pectore
1. Štěpán Trochta, S.D.B. (1905–1974), bispo de Litoměřice. criado em pectore , anunciado em 5 de março de 1973;
2. Iuliu Hossu (1885–1970), bispo de Cluj-Gherla da Igreja Greco-Católica Romena unida com Roma. Criado cardeal in pectore e a sua criação póstuma foi anunciada no consistório de 5 de março de 1973.

## 5 de Março de 1973
Em 5 de março de 1973, durante seu quarto consistório, o Papa Paulo VI criou 30 novos cardeais. Neste consistório, passaria a haver diferenciação entre cardeais eleitores e não-eleitores, que estariam ou não habilitados a participar e eleger o novo Papa. Os novos purpurados foram:
1. Albino Luciani (1912–1978), Patriarca de Veneza - Futuro Papa João Paulo I eleito no Conclave de agosto de 1978;
2. António Ribeiro (1928–1998), patriarca de Lisboa;
3. Sergio Pignedoli (1910–1980), arcebispo-titular de Iconio, secretário da S.C. para a Evangelizaçao dos Povos;
4. James Robert Knox (1914–1983), arcebispo de Melbourne;
5. Luigi Raimondi (1912–1975), arcebispo-titular de Tarso, delegado apostólico nos Estados Unidos;
6. Umberto Mozzoni (1904–1983), arcebispo-titular de Side, núncio no Brasil;
7. Avelar Brandão Vilela (1912–1986), arcebispo de São Salvador da Bahia;
8. Joseph Marie Anthony Cordeiro (1918–1994), arcebispo de Karachi;
9. Aníbal Muñoz Duque (1908–1987), arcebispo de Bogotá;
10. Bolesław Kominek (1903–1974), arcebispo de Wrocław;
11. Paul-Pierre Philippe, O.P. (1905–1984), arcebispo-titular de Eracleopoli Maggiore, secretário da S.C. para a Doutrina da Fé;
12. Pietro Palazzini (1912–2000), arcebispo- titular de Cesarea di Cappadocia, secretário da S.C. do Clero;
13. Luis Aponte Martínez (1920–2012), arcebispo de San Juan;
14. Raúl Francisco Primatesta (1919–2006), arcebispo de Córdoba;
15. Salvatore Pappalardo (1918–2006), arcebispo de Palermo;
16. Ferdinando Giuseppe Antonelli, O.F.M. (1896–1993), arcebispo-titular de Idicra, secretário da S.C. para as Causas dos Santos;
17. Marcelo González Martín (1918–2004), arcebispo de Toledo;
18. Louis-Jean-Frédéric Guyot (1907–1988), arcebispo de Toulouse;
19. Ugo Poletti (1914–1997), arcebispo-titular de Cittanova, pró-vigário geral de Sua Santidade par a Cidade de Roma e seus Distritos;
20. Timothy Manning (1909–1989), arcebispo de Los Angeles;
21. Paul Yoshigoro Taguchi (1902–1978), arcebispo de Osaka;
22. Maurice Michael Otunga (1923–2003), arcebispo de Nairobi;
23. José Salazar López (1910–1991), arcebispo de Guadalajara;
24. Emile Biayenda (1927–1977), arcebispo de Brazzaville;
25. Humberto Sousa Medeiros (1915–1983), arcebispo de Boston;
26. Paulo Evaristo Arns, O.F.M. (1921–2016), arcebispo de São Paulo;
27. James Darcy Freeman (1907–1991), arcebispo de Sydney;
28. Narciso Jubany Arnau (1913–1996), arcebispo de Barcelona;
29. Hermann Volk (1903–1988), bispo de Mainz;
30. Pio Taofinu'u, S.M. (1923–2006), bispo de Apia.

### RevelaçãoIn pecture
1. Štěpán Trochta, S.D.B. (1905–1974), bispo de Litoměřice. em pectore em 28 de abril de 1969;
2. Iuliu Hossu (1885–1970), bispo de Cluj-Gherla da Igreja Greco-Católica Romena unida com Roma. em pectore em 28 de abril de 1969.

## 24 de Maio de 1976
Em 24 de maio de 1976, durante seu quinto consistório, o Papa Paulo VI criou 21 novos cardeais. Os novos purpurados foram:
1. Octavio Antonio Beras Rojas (1906–1990), arcebispo de Santo Domingo;
2. Opilio Rossi (1910–2004), arcebispo-titular de Ancira, núncio na Áustria;
3. Giuseppe Maria Sensi (1907–2001), arcebispo-titular de Sardi, núncio em Portugal;
4. Juan Carlos Aramburu (1912–2004), arcebispo de Buenos Aires;
5. Corrado Bafile (1903–2005), arcebispo-titular de Antiochia di Pisidia, pró-prefeito da S.C. para as Causas dos Santos;
6. Hyacinthe Thiandoum (1921–2004), arcebispo de Dakar;
7. Emmanuel Kiwanuka Nsubuga (1914–1991), arcebispo de Kampala;
8. Joseph Schröffer (1903–1983), arcebispo-titular de Volturno, secretário da S.C. para a Educação Católica;
9. Lawrence Trevor Picachy, S.J. (1916–1992), arcebispo de Calcutá;
10. Jaime Sin (1928–2005), arcebispo de Manila;
11. William Wakefield Baum (1926–2015), arcebispo de Washington;
12. Aloísio Lorscheider, O.F.M. (1924–2007), arcebispo de Fortaleza;
13. Reginald John Delargey (1914–1979), arcebispo de Wellington;
14. Eduardo Francisco Pironio (1920–1998), arcebispo-titular de Tiges, pró-prefeito da S.C. para os Religiosos e os Institutos seculares;
15. László Lékai (1910–1986), arcebispo de Esztergom;
16. George Basil Hume, O.S.B. (1923–1999), arcebispo de Westminster;
17. Victor Razafimahatratra, S.J. (1921–1993), arcebispo de Antananarivo;
18. Dominic Ignatius Ekandem (1917–1995), bispo de Ikot Ekpene;
19. Boleslaw Filipiak (1901–1978), decano da Sacra Rota Romana.

### CriadoIn Pectore
1. František Tomášek (1899–1992), bispo-titular de Buto, administrador apostólico de Praga. criado em pectore , anunciado em 27 de junho de 1977;
2. Joseph Marie Trinh-nhu-Khuê (1898–1978), arcebispo de Hà Nôi. Nomeado como cardeal in pectore no momento do anúncio do consistório, mas a sua criação foi confirmada no momento do consistório.

## 27 de Junho de 1977
Em 27 de junho de 1977, durante seu sexto e último consistório, o Papa Paulo VI criou 4 novos cardeais. Os novos purpurados foram:
1. Giovanni Benelli (1921–1982), arcebispo de Firenze;
2. Bernardin Gantin (1922–2008), antes arcebispo de  Cotonou e pro-presidente da Pontifícia Comissão Iustitia et Pax;
3. Joseph Aloisius Ratzinger (1927–2022), Arcebispo de Munique e Frisinga - Futuro Papa Bento XVI eleito no Conclave de 2005.
4. Mario Luigi Ciappi (1909–1996), O.P., teólogo da Casa Pontifícia.

### RevelaçãoIn pecture
1. František Tomášek (1899–1992), bispo-titular de Buto, administrador apostólico de Praga. em pectore em 24 de maio de 1976;
2. Joseph Marie Trinh-nhu-Khuê (1898–1978), arcebispo de Hà Nôi. em pectore em 24 de maio de 1976;, mas a sua criação foi confirmada no momento do consistório.